# Papurana
Genre
Synonymes
- Tylerana Dubois, 1992

Papurana est un genre d'amphibiens de la famille des Ranidae.

## Répartition
Les seize espèces de ce genre se rencontrent Océanie et dans l'est de l'Indonésie.

## Liste des espèces
Selon Amphibian Species of the World (3 juillet 2015) :
- Papurana arfaki (Meyer, 1875)
- Papurana aurata (Günther, 2003)
- Papurana daemeli (Steindachner, 1868)
- Papurana elberti (Roux, 1911)
- Papurana florensis (Boulenger, 1897)
- Papurana garritor (Menzies, 1987)
- Papurana grisea (Van Kampen, 1913)
- Papurana jimiensis (Tyler, 1963)
- Papurana kreffti (Boulenger, 1882)
- Papurana milneana (Loveridge, 1948)
- Papurana moluccana (Boettger, 1895)
- Papurana novaeguineae (Van Kampen, 1909)
- Papurana papua (Lesson, 1826)
- Papurana supragrisea (Menzies, 1987)
- Papurana volkerjane (Günther, 2003)
- Papurana waliesa (Kraus & Allison, 2007)

## Taxinomie
Ce genre a été relevé de sa synonymie avec Hylarana par Oliver, Prendini, Kraus et Raxworthy en 2015.

## Publication originale
- Dubois, 1992 : Notes sur la classification des Ranidae (Amphibiens anoures). Bulletin Mensuel de la Société Linnéenne de Lyon, vol. 61, p. 305-352.